# Dobrzyń (województwo warmińsko-mazurskie)
Dobrzyń (niem. Dobrzyn, Dobrziennen) – wieś w Polsce położona w województwie warmińsko-mazurskim, w powiecie nidzickim, w gminie Nidzica.
W latach 1954–1959 wieś należała i była siedzibą władz gromady Dobrzyń, po jej zniesieniu w gromadzie Szkotowo. W latach 1975–1998 miejscowość administracyjnie należała do województwa olsztyńskiego.
Wieś lokowana przez Wielkiego Mistrza Krzyżackiego Winricha von Kniprode 8 lipca 1355 roku, który nadał Stanisławowi z Dobrzynia i jego braciom 36 łanów ziemi na prawie chełmińskim. Według innego źródła wieś powstała na 37 łanach. Pierwotnie nosiła nazwę Sokoły, a zmieniona została, gdy znalazła się w posiadaniu Dobrzyńskich. Do XIX wieku Dobrzyń był wsią na prawie chełmińskim. W 1858 wieś miała 2569 morgów ziemi. W latach 1818 – 1871 – 1890 mieszkało tu odpowiednio 94 - 250 - 229 osób w 17 – 39 – 41 domach. W 1871 było 232 ewangelików i 18 katolików. Na początku XX wieku powstała szkoła.
Podczas akcji germanizacyjnej nazw miejscowych i fizjograficznych historyczna nazwa niemiecka Dobrziennen została 16 lipca 1938 r. zastąpiona przez administrację nazistowską sztuczną formą Gutfeld.
W 1939 Dobrzyń liczył 275 osób, które zamieszkiwały 35 gospodarstw, w tym 11 o powierzchni od 20 do 100 ha. W połowie XIX wieku we wsi panowała epidemia cholery. Zmarłych chowano na założonym wówczas na jednym z sąsiednich wzgórz cmentarzu, który obecnie jest cmentarzem ewangelickim o potocznej nazwie "cmentarz choleryczny". Podczas I wojny światowej wieś poważnie ucierpiała. Zniszczono około połowy gospodarstw. Los nie oszczędził Dobrzynia również w styczniu 1945 roku. We wsi toczyły się walki Armii Czerwonej z broniącymi się Niemcami. Część budynków spłonęła, mieszkańcy chronili się ucieczką. Po wojnie większość rodowitych mieszkańców - Mazurów opuściła Dobrzyń.
Zabytki architektury i budownictwa
- Zabudowa mieszkalno - gospodarcza: dom nr 1,2,8 (1916r.); 7 i 15 (drewniany), budynek gospodarczy przy domu nr 15.
- Cmentarz ewangelicki z drugiej połowy XIX wieku.
- Aleje przydrożne
- Szańce i okopy z okresu I wojny światowej znajdujące się na okolicznych wzgórzach

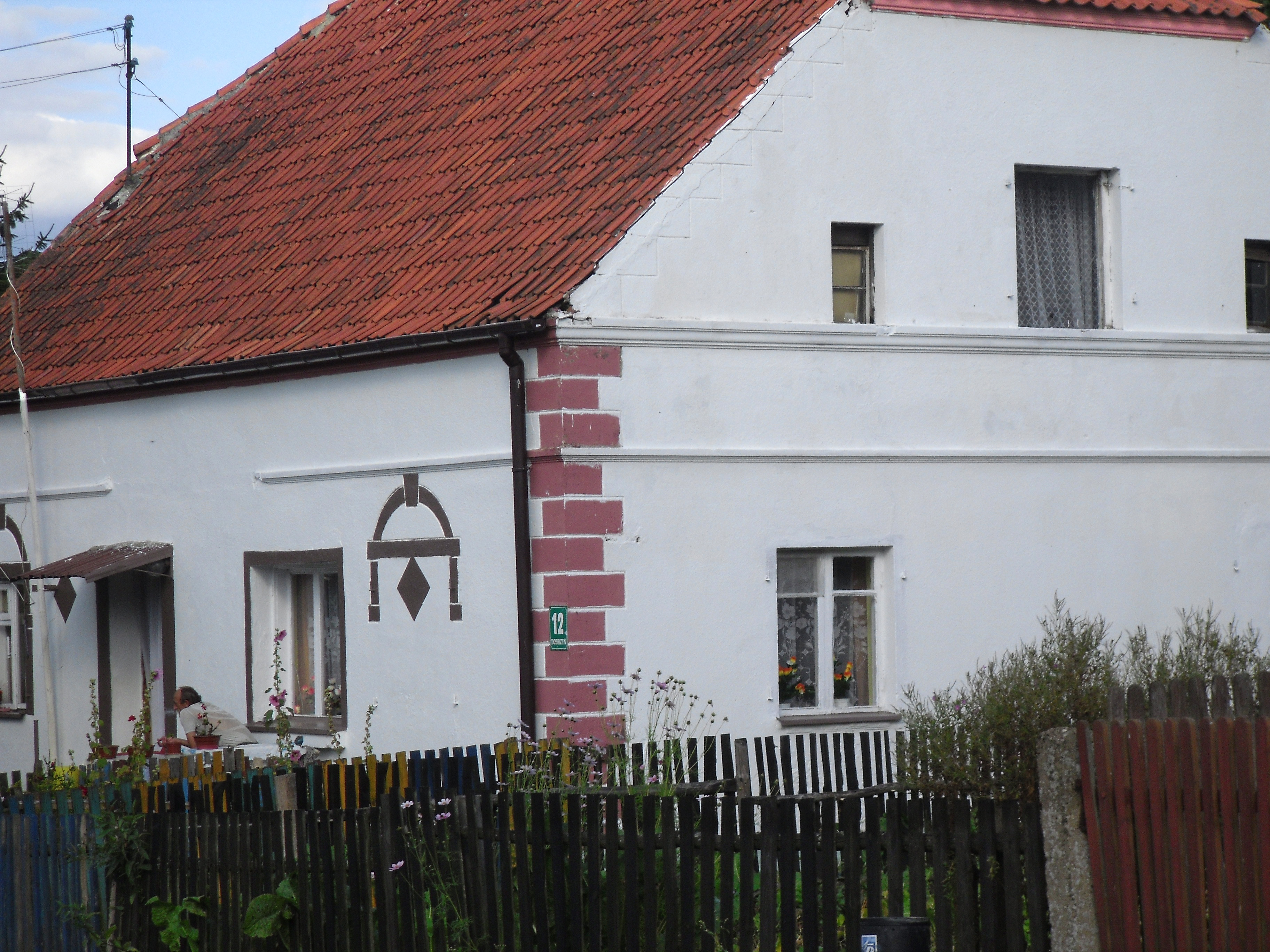
Dom w którym urodził się Erwin Kruk

W Dobrzyniu urodził się Erwin Kruk, który w swojej książce "Kronika z Mazur" zawarł wiele informacji na temat historii Dobrzynia i okolic.